# District de Sanayea
Le district de Sanayea est une subdivision du comté de Bong au Liberia. 
Les autres districts du comté de Bong sont :
- Le district de Fuamah
- Le district de Jorquelleh
- Le district de Kokoyah
- Le district de Salala
- Le district de Suakoko
- Le district de Zota.